# Leucania speciosa
Leucania speciosa är en fjärilsart som beskrevs av Shin-Ichi Yoshimatsu 1991. Leucania speciosa ingår i släktet Leucania och familjen nattflyn. Inga underarter finns listade i Catalogue of Life.